# Neoseiulella vollsella
Neoseiulella vollsella är en spindeldjursart som först beskrevs av Chaudhri, Akbar och Rasool 1974.  Neoseiulella vollsella ingår i släktet Neoseiulella och familjen Phytoseiidae. Inga underarter finns listade i Catalogue of Life.